# 소유스-FG
소유스-FG(러시아어: Союз-ФГ)는 러시아의 R-7 계열 로켓이다. 사마라 (러시아)의 프로그레스사에서 개발했다. 2001년 5월 20일 최초로 발사되었다. 2002년 10월 30일부터는 러시아 연방 우주국이 국제우주정거장에 우주인을 수송하는 소유스-TMA 우주선을 소유스-FG 로켓으로만 발사하고 있다.

## 대한민국
2008년 4월 8일 한국 최초의 우주인 이소연 박사가 탑승한 소유스 TMA-12 우주선이 소유스-FG 로켓으로 발사되어, 국제우주정거장에 머물렀다.

## 같이 보기
- 소유스 (우주선)
- 소유스 계획